# Matchless (film)
Matchless è un film del 1967 diretto da Alberto Lattuada. È una parodia dei film di spionaggio.

## Trama
Grazie a un anello regalatogli da un vecchio cinese, un giornalista americano in Cina acquista il dono dell'invisibilità. Riesce così a trafugare una formula segreta per conto di una bella spia americana. Ma poi, quando si accorge che questa formula potrebbe far scoppiare una guerra, la distrugge.

## Critica
«Parodia non priva di ambizioni, ma non del tutto riuscita» ** 